# Verklista för Antonio Salieri
Verklista för Antonio Salieri.

## Profan vokalmusik

### Operor
- Le donne letterate, "commedia per musica" i 3 akter, libretto av Giovanni Gastone Boccherini, uruppförande 1770 i Wien, Burgtheater (eller Kärtnertortheater)
- L'amore innocente, "pastorale" i 2 akter, libretto av Giovanni Gastone Boccherini, uruppförande 1770 i Wien, Burgtheater (eller Kärtnertortheater)
- Don Chisciotte alle nozze di Gamace, "divertimento teatrale" i 2 akter, libretto av Giovanni Gastone Boccherini, efter Miguel de Cervantes, uruppförande 1771 i Wien, Burgtheater (eller Kärtnertortheater)
- La moda, ossia scompigli domestici i 2 akter, libretto av Pietro Cipretti, uruppförande 1771 i Wien
- Armida, "dramma per musica" i 3 akter, libretto av Marco Coltellini, efter Torquato Tasso, uruppförande 2 juni 1771 i Wien, Burgtheater (eller Kärtnertortheater)
- La fiera di Venezia, "commedia per musica" i 3 akter, libretto av Giovanni Gastone Boccherini, uruppförande 29 januari 1772 i Wien, Burgtheater (eller Kärtnertortheater)
- Il barone di Rocca antica, "dramma giocoso" i 2 akter, libretto av Giuseppe Petrosellini, uruppförande 12 maj 1772 i Wien, Burgtheater (eller Kärtnertortheater)
- La secchia rapita, "dramma eroicomico" i 3 akter, libretto av Giovanni Gastone Boccherini, efter Alessandro Tassoni, uruppförande 21 oktober 1772 i Wien, Kärtnertortheater
- La locandiera, "dramma giocoso" i 3 akter, libretto av Domenico Poggi, efter Carlo Goldoni, uruppförande 8 juni 1773 i Wien, Kärtnertortheater
- La calamita de' cuori, "dramma giocoso" i 3 akter, libretto av Carlo Goldoni, uruppförande 11 oktober 1774 i Wien, Kärtnertortheater
- La finta scema, "commedia per musica" i 2 akter, libretto av Giovanni de Gamerra, uruppförande 9 september 1775 i Wien, Burgtheater
- Daliso e Delmita, "azione pastorale" i 3 akter, libretto av Giovanni de Gamerra, uruppförande 29 juli 1776 i Wien, Burgtheater
- Europa riconosciuta, "dramma per musica" i 2 akter, libretto av Mattia Verazi, uruppförande 3 augusti 1778 i Milano, Teatro alla Scala
- La scuola de' gelosi, "dramma giocoso" i 2 akter, libretto av Caterino Mazzolà, uruppförande 1779 i Venedig, San Moisè
- La partenza inaspettate, "intermezzo" i 2 satser, libretto av Giuiseppe Petrosellini, uruppförande 1779 i Rom, Teatro Valle
- Il talismano; (akterna 2 och 3 av Giacomo Rust), "dramma giocoso" i 3 akter, libretto av Carlo Goldoni; omarbetat av Lorenzo Da Ponte, uruppförande 21 augusti 1779, omarbetat 10 september 1788 i Milano, Teatro Cannobiana; omarbetat: Wien, Burgtheater
- La dama pastorella, "intermezzo" i 2 satser, libretto av Giuiseppe Petrosellini, uruppförande 1780 i Rom, Teatro Valle
- Der Rauchfangkehrer, oder Die unentbehrlichen Verräther ihrer Herrschaften aus Eigennutz, musikaliskt lustspel i 3 akter, libretto av Leopold von Auenbrugger, uruppförande 30 april 1781 i Wien, Burgtheater
- Semiramide, "dramma per musica" i 3 akter, libretto av Metastasio, uruppförande 1782 i München, Residenz
- Les Danaïdes, "tragédie lyrique" i 5 akter, libretto av Marius François Du Roullet och Louis Théodore Baron de Tschudi, efter Ranieri de Calzabigi, uruppförande 26 april 1784 i Paris, Opéra Garnier
- Il ricco d'un giorno, "dramma giocoso" i 3 akter, libretto av Lorenzo Da Ponte, uruppförande 6 december 1784 i Wien, Burgtheater
- La grotta di Trofonio, "opera comica" i 2 akter, libretto av Giovanni Battista Casti, uruppförande 12 oktober 1785 i Wien, Burgtheater
- Prima la musica e poi le parole, "divertimento teatrale" i 1 akt, libretto av Giovanni Battista Casti, uruppförande 7 februari 1786 i Wien, Schloss Schönbrunn Orangerie
- Les Horaces, "tragédie lyrique" i 3 akter, libretto av Nicholas-François Guillard, efter Pierre Corneille, uruppförande 2 december 1786 i Versailles
- Tarare, opera med prolog och 5 akter, libretto av Pierre de Beaumarchais, uruppförande 8 juni 1787 i Paris, Opéra Garnier
- Axur, re d'Ormus, "dramma tragicomico" i 5 akter, libretto av Lorenzo Da Ponte, efter Pierre Beaumarchais Tarare, uruppförande 8 januari 1788 i Wien, Burgtheater
- Cublai gran kan de' Tartari, "dramma eroicomico" i 2 akter, libretto av Giovanni Battista Casti, komponerad 1788, uruppförd i Würzburg, Mainfrankentheater
- Il pasteller fido, "dramma tragicomico" i 4 akter, libretto av Lorenzo Da Ponte, efter Battista Guarini, uruppförande11 februari 1789 i Wien, Burgtheater
- La cifra, "dramma giocoso" i 2 akter, libretto av Lorenzo Da Ponte, efter Giuiseppe Petrosellini, La dama pastorella, uruppförande 11 december 1789 i Wien, Burgtheater
- Catilina i 2 akter, libretto av Giovanni Battista Casti, komponerad 1792, uruppförande i Darmstadt, Hessisches Staatstheater
- Il mondo alla rovescia, "dramma giocoso" i 2 akter, libretto av Caterino Mazzolà, efter L'isola capricciosa, uruppförande 13 januari 1795 i Wien, Burgtheater
- Eraclito e Democrito, "commedia per musica" i 2 akter, libretto av Giovanni de Gamerra, uruppförande 13 augusti 1795 i Wien, Burgtheater
- Palmira, regina di Persia, "dramma eroicomico" i 2 akter, libretto av Giovanni de Gamerra, efter Voltaire, La princesse de Babylone, uruppförande 14 oktober 1795 i Wien, Burgtheater
- Il moro, "commedia per musica" i 2 akter, libretto av Giovanni de Gamerra, uruppförande 7 augusti 1796 i Wien, Burgtheater
- I tre filosofi i 2 akter, libretto av Giovanni de Gamerra, komponerad 1797, ej uppförd
- Falstaff, ossia Le tre burle, "dramma giocoso" i 2 akter, libretto av Carlo Propero Defranceschi, efter William Shakespeare, The Merry Wives of Windsor, uruppförande 3 januari 1799 i Wien, Kärtnertortheater
- Cesare in Farmacusa, "dramma eroicomico" i 2 akter, libretto av Carlo Propero Defranceschi, uruppförande 2 juni 1800 i Wien, Kärtnertortheater
- L'Angiolina ossia Il matrimonio per Susurro, opera buffa i 2 akter, libretto av Carlo Propero Defranceschi, efter Ben Jonsons Epicœne, uruppförande 22 oktober 1800 i Wien, Kärtnertortheater
- Annibale in Capua, "dramma per musica" i 3 akter, libretto av Antonio Simone Sografi, uruppförande april 1801 i Trieste, Teatro Nuovo
- La bella selvaggia, opera buffa i 2 akter, libretto av Giovanni Bertati, komponerad 1802, ej uppförd
- Die Neger, sångspel i 2 akter, libretto av Georg Friedrich Treitschke, uruppförande 10 november 1804 i Wien, Theater an der Wien

#### Arior och ensemblemusik
| I denna artikel     |
| används tonnamnen   |
| B♭ och H.           |
| Se olika skrivsätt. |

- Addio carina bella" (Meng.) aria i G-dur för bas och orkester
- Affé questa sera grandissima" - "Una domina? Una nipote?" (Don Anchise) aria & recitativ för bas och orkester (1775?), för Anfossis "La Finta giardiniera"?
- Ah ciel che noja è questa" - fragment -
- Ah dove amici" recitativ för sopran och orkester
- Ah non siete ogni si facile" (Tenast) aria för tenor och orkester
- Alla speranza" (Galatea) aria för sopran och orkester
- All'idea del gran mistero" aria i A-dur för sopran, kör och orkester
- Anch'io nello specchio talora" aria i E-dur för sopran och orkester (1771)
- Cedo l'intatto pegno" (Dely - Davidde) duett för soprano, tenor och orkester
- Che mi s'appresti?" (Capitano) aria i C-dur för bas och orkester (1775)
- [...] che strane vicende" (Ros. - Fior. - Pasq. - Fulg.) fragment från operans final (Atto II), för A. Felicis "La Novità"?
- Chi vuol la zingara" Duett för två sopraner och orkester
- Dall'uso parigino il bello, il sopraffino" aria i C-dur för sopran och orkester (1773)
- Del morir le angoscie adesso" scen och aria för tenor och orkester
- Denke nicht der Zeit der Schmerzen" duett för sopran, tenor och orkester
- Dico sol, che la padrona" (Lena) aria för sopran och orkester, för "La Locandiera"?
- D'oro saranno i letti" (Fulg.) aria i D-dur för bas och orkester (1775)
- Dottorini saputelli" (Clar.) aria för sopran och orkester (1774)
- Eccomi al punto ch'io già tanta temei" aria i fragment för sopran och orkester
- Fate largo al gran Pasquino" (Pasquino) aria i D-dur för bas och orkester (1775), for A. Felicis "La Novità"?
- Figlia mia diletta" terzett för sopran, tenor, bas och orkester
- Fra tanto pietre brune" (Polidoro) recitativ för bas och orkester (1785?), för Domenico Cimarosas "L'Italiana in Londra"?
- Gelosia d'amore è figlia" aria för sopran och orkester
- Goder lasciatemi" (Gianetta) aria för sopran och orkester
- Gran diavolo!" (Uberto) aria i F-dur för bas och orkester
- Guarda in quel volto" aria i Ess-dur för sopran och orkester
- Ho perduto la mia pace" (Brettone) aria för tenor och orkester (1775), för Paisiellos "L'Innocenza fortunata"?
- Ho stampato libri in foglio" aria för tenor och orkester
- Il pargoletto amabile" aria i A-dur för tenor och orkester
- In tuo favore mi parla il core" duett för två sopraner och orkester
- Io contento", recitativ
- Io di nuovo vel ripeto" aria för sopran och orkester
- Io lo dico e il posso dire" terzett för alt, tenor, bas och orkester
- Io non so che pensare" recitativ och cavatina för tenor och orkester
- La donna è sempre instabile" (Belfusio) aria för tenor och orkester, för "La Fiera di Venezia"?
- La mia morosa me l'ha fatta" (Sandrina) aria för sopran och orkester, för "Il Talismano"?
- L'amour est un dieu" Canzone för sopran och orkester
- La sposa se cedo" aria för sopran och orkester
- Le diras, che il campione" (Gusman) aria för bas och orkester (1775)
- Le Inconvenienze teatrali" kvartett för sopran, alt, tenor, bas och orkester
- L'introduco immantinente" - "Quando ho visto il dottorino" (Rosina) recitativ och aria för sopran och orkester (1776), för "La Finta scema"
- Madame vezzosissima" (Zeffirina - Valerio) fragmentariskt recitativ och duett
- Ma quai mali intorno al core" aria för tenor och orkester
- Ma quale agli occhi miei" (Conte) recitativ
- Mia vaga Dorilla" aria för Bas och orkester (1775), för Galuppis "Il Marchese villano"
- Moriam, moriam mia vita" recitativ och duett för sopran, tenor och orkester
- Nel mio seno" aria
- Non per parlar d'amore" (Laurina) aria i Ess-dur för sopran och orkester, för Piccinnis "L'Astretta"
- Non temer che d'altri" (Falsirena) aria för sopran och orkester (1779), för "La Fiera di Venezia"
- Non veste alla moda" (Aga.) aria för bas och orkester (1774)
- Non vi fidate" aria för sopran och orkester
- Oh che donna che matta" (Peppino), recitativ
- Oh me infelice - Allor potrei" recitativ och aria
- Oh qual sorpasso giubilo" (Pilemone) aria i F-dur för bas och orkester, för "Eraclito e Democrito"?
- Oh quanti veggarsi" (Cardano) aria för tenor och orkester, för "Il Talismano"?
- Oh sancte inviete" aria för sopran och orkester (1775)
- Padrona stimatissima" (Pasquino) aria i D-dur för bas och orkester, för A. Felicis "La Novità"?
- Parlaste d'un cappone" aria för bas och orkester (1776)
- Pasquino avrà quest'ora" recitativ, för A. Felici's "La Novità"?
- Paterio giudizio" aria för bas och orkester
- Per amore io già vancillo" (Perillo) aria för tenor och orkester (1770)
- Perder sogetto amato" duett för två sopraner och orkester
- Per voi s'avanzi" aria för bas och orkester
- Qual densa notte" (Artalice - Chabri - Nehemia - Chor) final till en opera
- Quando sarà mia sposa" (Capitano) aria för bas och orkester (1775)
- Quest'è un mar di confusione" kvartett för sopran, alt, tenor, bas och orkester
- Rasserena nel tuo barbaro" fragmentarisk aria
- Sans argent et sans crédit" (Boschetto - Pirati - Lauretta) scen med orkester (1768)
- Scomodarmi da palazzo e trattarmi in questa guisa" aria i F-dur för sopran och orkester (1775),
- Se amor m'ha dato in testa, se mi far delirare" aria för sopran och orkester(1776), for?
- Se credessi di volare" (Peppino) aria i Ess-dur för bas och orkester (1774), for?
- Se Dio veder tu vuoi" (Achio - Azia) duett
- Se tu vedessi il core (Isabella) aria i G-dur för sopran och stråkar, för Galuppis "Il Villano geloso"
- Signor mio scrivete bene (Pasquino) aria i F-dur för bas och orkester (1775), för A. Felicis "La Novità"?
- S'odo, o duce (Epponina - Voadice - Sabino - Arminio - Annio) final till en opera (1785?), för Sartis Giulio Sabino
- Son dama, ma so l'arte ancor delle plebe (Polissena) aria i B♭-dur för sopran och orkester  (1774), för Paisiellos Il Tamburo (notturno)
- Son nipote d'un togato (Isabella) aria i F-dur för sopran och stråkar, för Galuppis Il Villano geloso
- Sopra il volto sbigotito aria i Ess-dur för bas och orkester
- Talor non si comprende aria för bas och orkester
- Tenero cor recitativ och kavatina för sopran och orkester (1780)
- Tu che ferita sei aria för tenor och orkester, för Il Barone di Rocca antica?
- Tutte le furie unite in questo petto io sento aria för sopran och orkester (1776)
- Tutti dicon che la moglie aria för bas och orkester
- Una domina? una nipote? - se: aria Affé questa saria grandissima -
- Un bel marito" aria för sopran och orkester
- Un pescatore mi pare amore aria för bas och orkester
- Vedi ben che queste scene trio för sopran, alto, bas och orkester
- Venga su la finestra aria för tenor, kör och orkester
- Venissi cari, l'affare è serio (Patenio) aria för bas och orkester (1777)
- Verdammter Streich (Mauser) aria för tenor och orkester
- [...] vicino a perdere l'amato ben fragmentarisk aria
- Villottino mio bellino (Lisetta) aria för alt och orkester (1775)
- Vi son sposa aria
- Aria (Polissena) för sopran och orkester (1774), för Paisiellos Il Tamburo (notturno)
- Final till en opera för tre sopraner, två tenorer, bas och orkester (1779), för La Scuola de'gelosi?

### Baletter och tillfällig musik
- Balett i 7 satser till L'Europa riconosciuta (1778)
- Balett i 16 satser
- Balett i 10 satser
- Balett i 8 satser
- Fragmentarisk balett
- Uvertyr, fyra tillfälliga stycken och nio körer till Die Hussiten vor Naumburg av August von Kotzebue (1803)

### Profana kantater
- Kantat för Francesco I bröllop för solister, kör och orkester (1808)
- Der Tyroler Landsturm för sopran, tenor, bas, kör och orkester (1799)
- Die vier Tageszeiten för kör och orkester (1819)
- Du, dieses Bundes Fels för kör och orkester
- Habsburg för tenor, bas, kör och orkester (1805/06)
- Il Trionfo della Gloria e della Virtù för två sopraner, tenor, kör och orkester (1774 or 1775)
- La Riconoscenza för sopran, femstämmig kör och orkester (1796)
- La Riconoscenza de' Tirolesi för kör och orkester (1800)
- La Sconfitta di Borea för solister, kör och orkester (1774 or 1775)
- Lasset uns nahen alle för tenor, bas, kör och orkester
- Le Jugement dernier för tenor, kör och orkester (1787/88)
- L'Oracolo muto för solister, kör och orkester (1802/03)
- Wie eine purpur Blume för två sopraner, kör och orkester

### Profana körer
- An den erwünschten Frieden im Jahr 1814 för kör och orkester (1814)
- An die Religion for choir a cappella (1814)
- Bei Gelegenheit des Friedens för sopransolo, tenor, bas och orkester (1800)
- Beide reichen Dir die Hand för kör - fragment -
- Del redentore lo scempio för kör och orkester (ca. 1805)
- Der Vorsicht Gunst beschütze, beglücktes Österreich, dich för kör och orkester (1813) - ny version till sista delen till Der Tyroler Landsturm (1799) -
- Dio serva Francesco för kör och orkester
- Do re mi fa för kör a cappella (1818)
- Es schallen die Töne för kör och orkester
- Herzliche Empfindung bey dem so lange ersehnten und nun hergestellten Frieden im Jahr 1814 för kör och orkester (1814)
- O Friede, reich am Heil des Herrn - se: Herzliche Empfindung bey dem so lange ersehnten und nun hergestellten Frieden im Jahr 1814 -
- Hinab in den Schoß der Amphitrite för kör och orkester (från "Danaus"?)
- Il piacer la gioia för kör och orkester
- Ogni bosco, ogni pendice för kör och orkester
- Religion, Du Himmelstochter - se: An die Religion -
- Schweb herab, o holder Seraph Friede - se: "An den erwünschten Frieden im Jahr 1814" -
- Schwer lag auf unserem Vaterlande - se: "Rückerinnerung der Deutschen nell'anno 1813" -
- Rückerinnerung der Deutschen nell'anno 1813 för kör och orkester (1813/14)

### Sånger, ensembler och kanon med eller utan piano
- omkring 340 verk -

## Sakral vokalmusik

### Oratorier och sakrala kantater
- Davidde för solister, kör och orkester (1791) - fragment -
- Gesù al limbo för solister, kör och orkester (1803)
- La passione di Gesù Cristo för solister, kör och orkester (1776)
- Le Jugement dernier för tenor, kör och orkester (1787/88)
- Saul för solister, kör och orkester (1791) - fragment -

### Mässor och enstaka mässatser
- Mässa i C-dur för kör a cappella (1767)
- Mässa i D-dur för kör och orkester (1788) - kallad Hofkapellmeistermesse -
- Mässa i C-dur för dubbelkör och orkester (1799) - kallad Proklamationsmesse -
- Mässa i d-moll för solister, kör och orkester (1805)
- Mässa i B♭-dur för solister, kör och orkester (1809)
- Kyrie i C-dur för solister, kör och orkester (1812) – del av ofullbordad mässa -
- Kyrie i F-dur för kör och orkester - fragment -

### Rekviemmässor
- Rekviem i c-moll för solister, kör och orkester (1804)
- Rekviem i d-moll för kör och orkester (ca. 1815-20) - fragment -

### Gradualer
- Ad te levavi animam meam i Ess-dur för kör och orkester
- A solis ortu pro Festo SS. Corporis Christi, i C-dur för kör och orkester (1810)
- Benedicam Dominum pro Dominica 12 ma post Pentecostem aut de Tempore, i B♭-dur för kör och orkester
- Confirma hoc Deus i C-dur för solister, kör och orkester (1809)
- Improperium i c-moll för kör a cappella
- Justorum animae i A-dur för kör och orkester
- Liberasti nos, Domine pro Dominica XXIII. et ultima post Pentecostem, i D-dur för kör och orkester (1799)
- Magna opera Domini da tempore, i D-dur för kör och orkester (1810)
- Spiritus meus i d-moll för kör och orkester (1820)
- Tres sunt, qui testimonium dant in coelo de SS. Trinitate, i D-dur för kör och orkester
- Veni Sancte Spiritus i B♭-dur för kör och orkester (1800)
- Veni Sancte Spiritus pro Festo Pentecostem, i B♭-dur för kör och orkester (1805)
- Venite gentes i C-dur för dubbelkör och orkester (1799)
- Vox tua mi Jesu i C-dur för kör och orkester (1774)

### Offertorier
- Alleluja (deinde) Bonum est i D-dur för kör, stråkar och orgel
- Alleluja i D-dur för kör och orkester (1774) - 1788 återanvänd som "Amen"-Fuga i  "Gloria" i Mässa i D-dur -
- Assumpta est Maria in C major for kör och orkester (1799)
- Audite vocem magnam i C-dur för kör och orkester (1809)
- Beatus vir, qui non abit i D-dur för soli, kör och orkester
- Benedixisti Domine i F-dur för kör a cappella
- Cantate Domino omnis terra i C-dur för dubbelkör och orkester (1799)
- Desiderium animae i F-dur för sopran, alt, bas och orkester
- Domine, Dominus noster i G-dur för kör och orkester (1812)
- Dum corde pio i C-dur för kör, kontrabas och orgel
- Excelsus super omnes gentes Dominus i C-dur för kör och orkester (1806)
- Gloria et honor(e) i C-dur för kör och orkester (1809)
- Jubilate Deo i A-dur för kör och orkester
- Justus ut palma i B♭-dur för kör och orkester
- Lauda Sion Salvatorem i C-dur för kör och orkester (1805)
- Laudate Dominum omnes gentes i D-dur för kör och orkester (1809)
- Magna et mirabilia sunt opera tua i C-dur för kör och orkester (1809)
- Magna opera Domini i C-dur för kör och orkester (1812)
- Miserere nostri i g-moll för kör och orkester (1805)
- Miserere nostri i Ess-dur för kör och orkester (1803)
- O altitudo divitiarium i C-dur för kör och orkester (1809)
- O quam bonus et suavis est i B♭-dur för solister, kör och orkester
- Populi timente sanctum nomen Domini i Ess-dur för kör och orkester (1778)
- Salve Regina i D-dur för kör och orkester (1815)
- Salve Regina (på tyska) i G-dur för kör och orgel
- Salve Regina i B♭-dur för kör och orkester
- Salvum fac populum (1805) - försvunnen -
- Si ambulavero in medio i g-moll för kör och orkester (1809)
- Sub tuum praesidium i B♭-dur för kör och orkester (1820)
- Tui sunt coeli i C-dur för kör och orkester
- Tui sunt coeli i Ess-dur för kör och orkester

### Psalmer
- Beatus vir, qui timet Dominum i D-dur för två tenorer, kör och orkester
- Confitebor Domine i B♭-dur för kör och orkester
- De profundis i f-moll för kör, bas och orgel (1815)
- De profundis i g-moll för kör och orkester (1815)
- Dixit Dominus i G-dur för kör och orkester
- Lauda, Jerusalem, Dominum i C-dur för kör och orkester (1815)
- Laudate pueri Dominum i G-dur för sexstämmig kör och orkester
- Magnificat i C-dur för kör och orkester (1815)
- Magnificat i F-dur för tvåstämmig kör och orkester (1815)

### Litanior
- Litania di B.M.V. i F-dur för solister, kör och orkester
- Litania pro Sabbato Sancto i B♭-dur för kör a cappella (1820)

### Hymner
- Coelestis urbs Jerusalem Hymnus de dedicatione Ecclesiae, i A-dur för kör och orkester
- Genitori i F-dur för sopran, kör och orkester
- In te Domine speravi i Ess-dur för två sopraner och bas (1817)
- Tantum ergo i C-dur för dubbelkör, två klarinetter, fyra horn, fyra trumpeter (clariner), puka, kontrabas och orgel
- Tantum ergo i C-dur för kör, två oboer, två fagotter, fyra trumpeter (clariner), puka och orgel
- Tantum ergo i C-dur för kör, två trumpeter (clariner),  och orgel
- Tantum ergo i F-dur för sopran och stråkar (1768)
- Te Deum laudamus i C-dur för solister, kör och orkester (1819)
- Te Deum laudamus de Incoronazione, i D-dur för kör och orkester (1790)
- Te Deum laudamus i D-dur för dubbelkör och orkester (1799)

### Introitus
- Avertisti captivitatem Jacob pro Dominica XXIII. et XXIV. post Pentecostem, i B♭-dur för kör, stråkar och orgel
- Beati immaculati de Virginibus et Martyribus et de Sancto Stephano, i F-dur för kör, stråkar och orgel
- Concupiscit et deficit in dedicatione Ecclesia et in Festo Tranfigurationis Domini, i F-dur för kör, stråkar och orgel
- Dico ergo pro Festis Beatae Mariae Virginis, i d-moll för kör, stråkar och orgel
- Domine exaudi vocem meam pro Dominica XXII. post Pentecostem, i F-dur för kör, stråkar och orgel
- Et justitiam tuam pro Festo Epiphaniae, i d-moll för kör, stråkar och orgel
- Et psallare pro Festo S. Joannis Apost. et S. Joannis Bapt., i B♭-dur för kör, stråkar och orgel
- Inductus est Dominus pro Dominica infra octavem Nativitas Domini et ad secundam missam, i F-dur för kör, stråkar och orgel
- In civitate pro Festo Purificationis Marian et Dominica VIII. post Pentecostem, i C-dur för kör, stråkar och orgel
- In mandatis ejus de Confessore et in Festo Sancti Joachim, i g-moll för kör, stråkar och orgel
- Jubilate Deo Jacob pro Dominica in albis, pro Feria II. post Pentecostem et in solemnitate corporis Christi, i d-moll för kör, stråkar och orgel
- Jubilate Deo pro Festo St. Januarii Episcopus et Mart., pro Festo Ascensionis Domini, i F-dur för kör, stråkar och orgel
- Laetentur insulae pro Dominica III., IV., V., VI. post Epiphaniam, i F-dur för kör, stråkar och orgel
- Ne quando taceas pro Dominica VI. post Pentecostem, i d-moll för kör, stråkar och orgel
- Neque celaveris de Confessore, i B♭-dur för kör, stråkar och orgel
- Quam admirabile est nomen tuum pro Festo Sanctissime Trinitatis, i d-moll för kör, stråkar och orgel
- Tu cognovisti pro Festo Sanctorum Apostolorum, i d-moll för kör, stråkar och orgel

### Motetter och sakrala arior och sånger
- Audimus Dei verbum - försvunnen -
- Contra vos, o monstra horrenda i B♭-dur, motett för sopran, kör och orkester (1769)
- Cor meum conturbatum i g-moll för kör och orkester
- Ecce enim veritatem i G-dur för bas, tre viola, kontrabas och orgel
- Fremat tirannus i C-dur, motett för sopran, kör och orkester (1778)
- Magna est virtus - försvunnen -
- Misericordius Dominus i Ess-dur, duett för sopran, bas, violin och orkester
- O mortales, festinate i B♭-dur, aria för sopran, klarinett och orkester
- Quae est illa i B♭-dur, aria i ära B.V.M. för sopran, oboe, stråkar och orgel
- Quem terra pontus sidera in A major for soprano and orchestra
- Salve Jesu pie duett - försvunnen -
- Tu es spes mea, Domine för sopran, flöjt, oboe och orkester

## Instrumentalmusik

### Solokonserter
- Konsert för oboe, violin, violoncello och orkester i D-dur (1770)
- Konsert för orgel och orkester i C-dur (1773) – andra satsen försvunnen -
- Konsert för piano och orkester i C-dur (1773)
- Konsert för piano och orkester i B♭-dur (1773)
- Konsert för flöjt, oboe och orkester i C-dur (1774)
- Kammarkonsert för flöjt och stråkar G-dur (1777)

### Symfonier, ouvertyrer och variationer
- Symfoni i D-dur Il Giorno onomastico (1775)
- Symfoni i D-dur La Veneziana (material från ouvertyrer från La Scuola de'gelosi och La Partenza inaspettata)
- Tre menuetter för orkester
- 26 Variationer på La Follia di Spagna för orkester (1815)
- Allegretto i D-dur för orkester
- Symfoni (ouvertyr) i C-dur - ouvertyr till Habsburg -
- Ouvertyr La Frascatana'
- Fragmentarisk symfoni (ouvertyr) i G-dur
- Fragmentarisk sats för fagott och stråkar

### Serenader
- Picciola Serenata i B♭-dur för 2 oboe, 2 horn och fagott (1778)
- Serenad i B♭-dur för 2 klarinetter, 2 fagotter, 2 horn och kontrabas
- Serenad i C-dur för 2 flöjter, 2 oboer, 2 fagotter, 2 horn och kontrabas (alternativ version av serenaden i B♭-dur för sju instrument)
- Serenad i F-dur för 2 flöjter, 2 oboer, 2 fagotter, 2 horn och kontrafagott
- Kassation i C-dur för 2 oboer, 2 engelska horn, 2 fagotter och 2 horn
- Tre trios i G-dur, Ess-dur och C-dur för 2 oboer och fagott
- Armonia per und tempio della notte i Ess-dur för 2 oboer, 2 klarinetter, 2 fagotter och 2 horn (ca. 1795)

### Marscher
- 11 Marscher för orkester (ca. 1804)
- Marsch för blåsensemble "Prägt tief in eure Herzen, Brüder"
- Paradmarsch i C-dur för blåsensemble
- Marsch "Die Landwehr" (1809)
- Marsch till Gassmanns ära i C-dur för orkester (1820)

### Kammarmusik
- 4 Scherzi armonici istrumentali för stråkkvartett
- Fuga för stråkkvartett (tema H.! b.e.n. Die m. ist ein s. Ma non il testo)
- Fuga för tre instrument
- Fuga i C-dur för två instrument (1818)
- Fuga i Ess-dur för två instrument (Tema Kerscorchiano)
- 6 små stycken för piano
- 6 stycken för gitarr - försvunna -